# 밤현

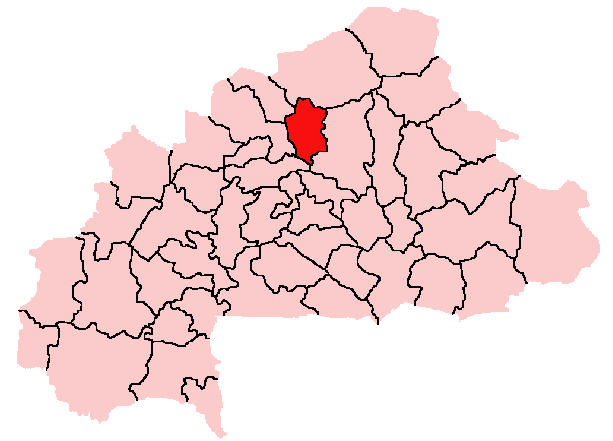
밤현의 위치

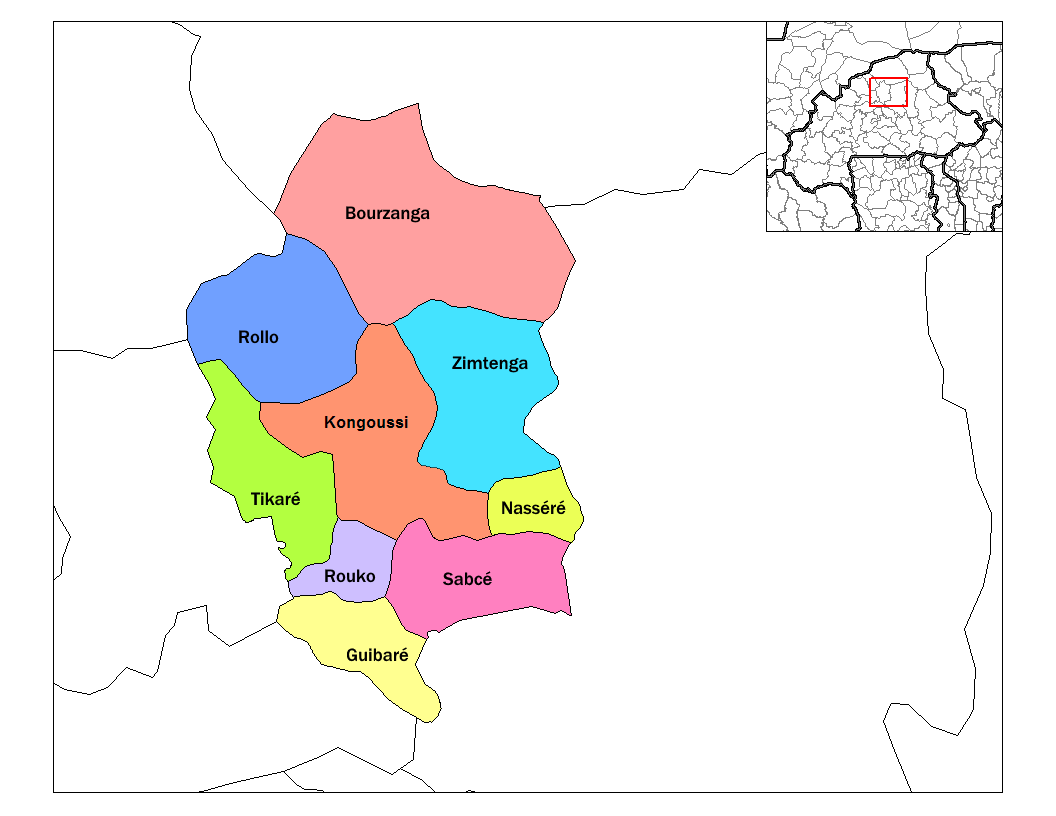
밤현의 행정 구역

밤현(프랑스어: Bam)은 부르키나파소 중북부주에 위치한 현으로, 현도는 콩구시이며 면적은 4,084km2, 인구는 277,092명(2006년 기준, 도시 지역 거주 인구는 24,583명)이다. 9개 군(부르장가군, 기바르군, 콩구시군, 나세르군, 롤로군, 루코군, 사브스군, 티카르군, 짐텡가군)을 관할한다.

## 같이 보기
- 부르키나파소의 주
- 부르키나파소의 현